# Liturgijska glazba
Sakralna ili liturgijska glazba nastala je kao dio vjerskih svečanosti, te obuhvaća cijeli niz tradicija, drevnih i modernih. Ova vrsta glazbene umjetnosti po svojoj naravi ima posebnu ulogu i ne podliježe samo estetskim načelima. Postojanost katoličke liturgijske glazbe svoje temelje ima u službenim crkvenim dokumentima. Bez obzira na svoju veliku važnost u liturgiji, ona u njoj ima podređenu ulogu (glazba je „sluškinja liturgije”, lat. ancilla liturgiae). 
U saborskoj konstituciji o svetoj liturgiji, liturgija je «vrhunac kojemu teži djelatnost Crkve, a ujedno je i izvor iz kojeg proistječe sva njezina snaga». Glazba, a posebno pjevanje, zauzima veliku važnost u liturgijskom slavlju jer je ujedno i sastavni dio same svečane liturgije.
Prema 112. čl. Konstitucije: «glazbena je baština opće Crkve blago neprocjenjive vrijednosti jer se ističe između ostalih izraza umjetnosti posebno time što sveto pjevanje, združeno s riječima, tvori potrebiti i sastavni dio svečani liturgije». Ovaj članak opisuje dostojanstvo svete glazbe, u kojoj Crkva vidi «sveti znak». Stvarna vrijednost svete glazbe sastoji se u činjenici da nas ona uvodi u molitvu Crkve. Moglo bi se reći da je crkvena glazba svojevrstan sakrament tj. čujni znak nevidljivih duhovnih vrijednosti. Ona je povezana s nadahnutim riječima Biblije. Svrha «svete glazbe», također prema ovom članku, jest: «slava Božja i posvećenje vjernika». «Liturgijski čin poprima plemenitiji oblik kad se obavlja pjevanjem…» (čl. 5. Musica sacra). U prvom redu treba se pjevati sve ono što samo po sebi zahtijeva glazbu npr. psalam nakon prvog čitanja svakako treba pjevati kod svečane sv. mise…
«Neka neprestano napreduju pjevački zborovi … neka se biskupi i ostali pastiri duša brinu da sva zajednica vjernika … može obavljati svoju djelatnu službu, koja se obavlja pjevanjem…» (čl. 114. iste Konstitucije). Vjernici ne bi smjeli više prisustvovati kao «nijemi gledatelji», već svojim glasom i pjesmom moliti i davati hvalu Bogu. Potiče se na čuvanje i promicanje svete glazbe napretkom zborova, posebice onih u katedralama i brigom duhovnih pastira. 

## Napjevi
«…Gregorijansko pjevanje u liturgijskim činima … ima prvo mjesto. Druge se vrste svete glazbe, osobito polifonija, nikako ne isključuju iz bogoslužja…» (čl. 116.). Gregorijansko pjevanje je najvrjednija baština Crkve. Ono svojom ljepotom i duhovnim karakterom zauzima prvo mjesto u crkvenoj glazbi uopće. Nadalje, crkva dopušta i polifoniju «samo ako posjeduje odgovarajuća svojstva za upotrebu u bogoslužjima»; tu se misli na višeglasno «a capella» pjevanje. Sve u svemu, treba omogućiti vjernicima sudjelovanje u pjevanju usklika, odgovaranjem, antifonama, psalmima itd. 
Pučke pobožnosti su sve više kroz povijest ulazile u molitveni život vjernika i nekako se udaljavale od liturgije, u prvom redu zato što se slavila na njima nerazumljivom latinskom jeziku npr. križni put, krunica… Skladbe koje nemaju strog liturgijski karakter mogu se pjevati na takvim pobožnostima, ali se ne bi smjele izvoditi prilikom liturgijskog čina. Toga pravila se mnogi zborovi ne drže pa umjesto da se izvode naše stare (ali i vrlo vrijedne) pučke popijevke, izvode se tzv. šansone (strane pjesme prevedene na hrvatski).

## Instrumenti u crkvenoj glazbi
U čl. 120. Konstitucije, kao crkveni instrument preporučuju se «orgulje sa sviralama kao tradicionalno glazbalo», koje bi trebale imati prednost pred ostalim instrumentima koji se upotrebljavaju u crkvama. Uputa navodi da «glazbala prate pjevanje i podržavaju glasove». Ostala glazbala se također mogu pripustiti u bogoslužju «ako su prilagođena dostojanstvu Božjeg hrama i zaista pomažu uzdizati Božje vjernike». No, u naša liturgijska slavlja ušla su i druga glazbala, npr. električne gitare, udaraljke, a i neprikladni registri elektroničkih orgulja.

## Promicanje svete liturgijske glazbe
Preporučuje se da svaka biskupija ima «odbor za svetu glazbu» koji će surađivati s liturgijskim odborom (mogu čak biti i ujedinjeni). Za liturgijska slavlja postoji velik broj popijevaka u hrvatskoj pjesmarici Pjevajte Gospodu pjesmu novu, i trebalo bi nastojati da se što više izvode te popijevke.  
Vjernici u misijama imaju svoju glazbenu predaju koja ima veliko značenje za njihov vjerski život. Zato im treba dopustiti da razvijaju tu svoju glazbu, ali i da je prilagode prema određenim člancima Konstitucije.